# Вознесенський Флорівський жіночий монастир
Вознесенський Флорівський жіночий монастир (іноді Фролівський) — найдавніший жіночий монастир Києва. Відомий з XVI ст., розташований на Подолі. Монастир первісно названий на честь святих Флора і Лавра, нині — Свято-Вознесенський Флорівський жіночий монастир. Підпорядкований УПЦ (МП).

## Історія
Перша письмова згадка у грамоті 1566 року короля Польщі Сигізмунда II Августа.
Залишався православним за доби польського панування. Володів землями, зокрема, у XIX ст. — Замковою горою, одна з назв якої тепер — Флорівська гірка. Гетьман Петро Сагайдачний наприкінці життя надав кошти для будівництва нової церкви при монастирі.
1710 року був об'єднаний з Вознесенським монастирем (той ліквідували в інтересах будівництва Старої Печерської фортеці, тепер на його місці Мистецький арсенал). Значної перебудови храм зазнавав після пожеж 1718 та 1811 років. Над його відновленням у 1811—1824 рр. працював архітектор Меленський.
У кінці 18-го, на початку 19-го століття в Обителі жила і подвизалась Преподобна Олена Флорівська, в миру Бехтеїва, родичка родів Павлівих, Єрмолівих і Давидівих.
До сьогодні збереглася значна частина монастирських будівель початку XIX ст.
Восени 2019 року для будівництва келій було зруйновано будинок Артинова у Подільському районі Києва. Він був збудований у 1809-1811 роках і є пам’яткою містобудування та архітектури за номером 18/13.
На початку червня 2020-го року в монастирі було зафіксовано спалах коронавірусу, установу було закрито на карантин.

## Духовне життя
Відомий благодійними та освітніми справами наприкінці XIX ст (діяли школа та лікарня для незаможних).
У XVII—XVIII ст. ігуменями монастиря ставали княгиня Катерина Милославська, графиня Апраксіна, княгиня Шаховська. У 1760-ті роки намісницею монастиря була бурмистриха Анастасія Василівна Чишинич-Власенко (урод. Тихонович), у чернецтві Олександра – теща архітектора Івана Григоровича Григоровича-Барського. Його послушницею була княгиня Наталія Долгорукова.
Ігуменя Флорівського монастиря Смарагда, написала відому серед православних вірян книгу «Благоговейные христианские размышления».
У Флорівському монастирі прийняла постриг Олександра Мельгунова, засновниця Серафимо-Дивіївського монастиря.
Служби відправляє священство Українська православна церква .

## Галерея

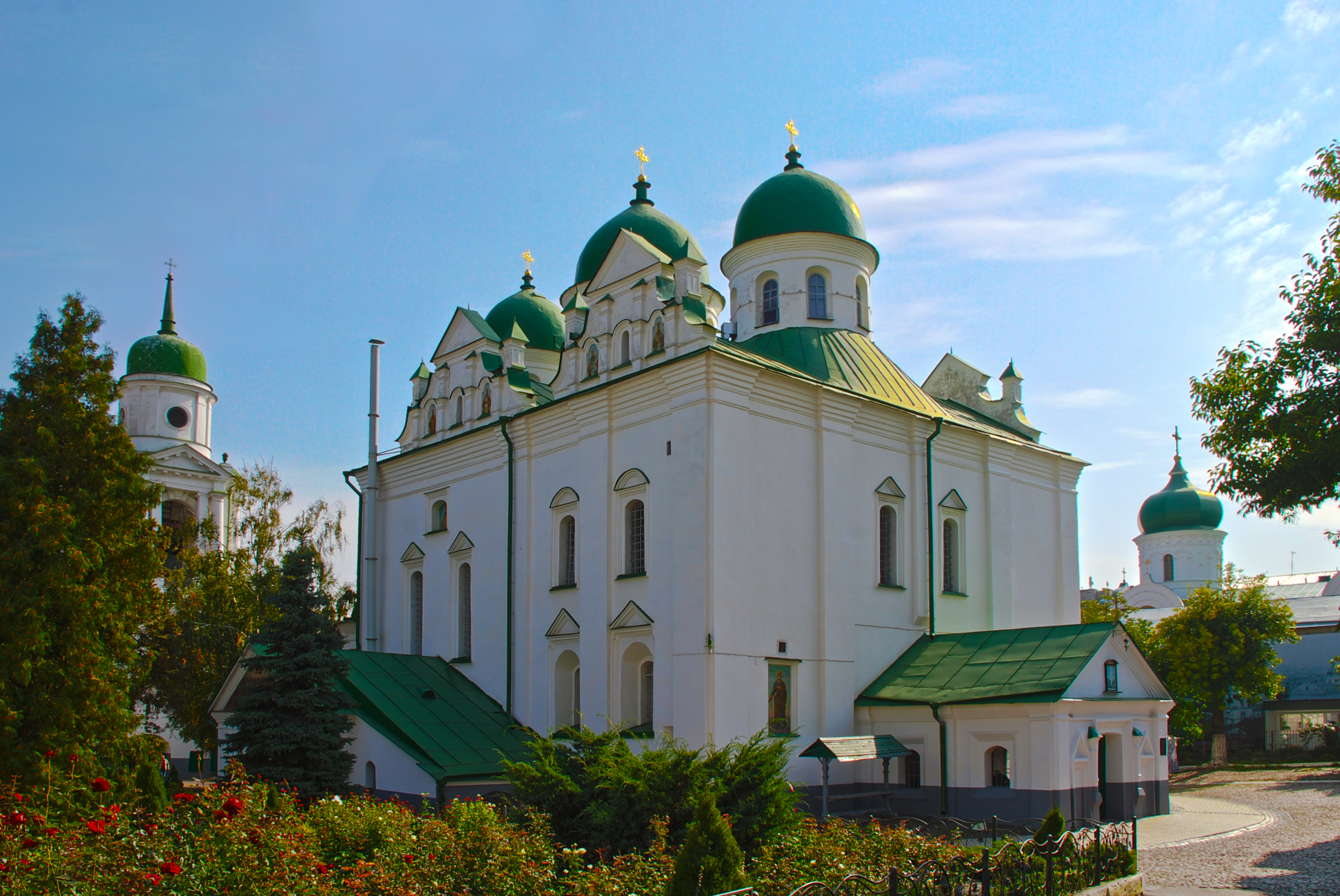
Вознесенська церква, 1732
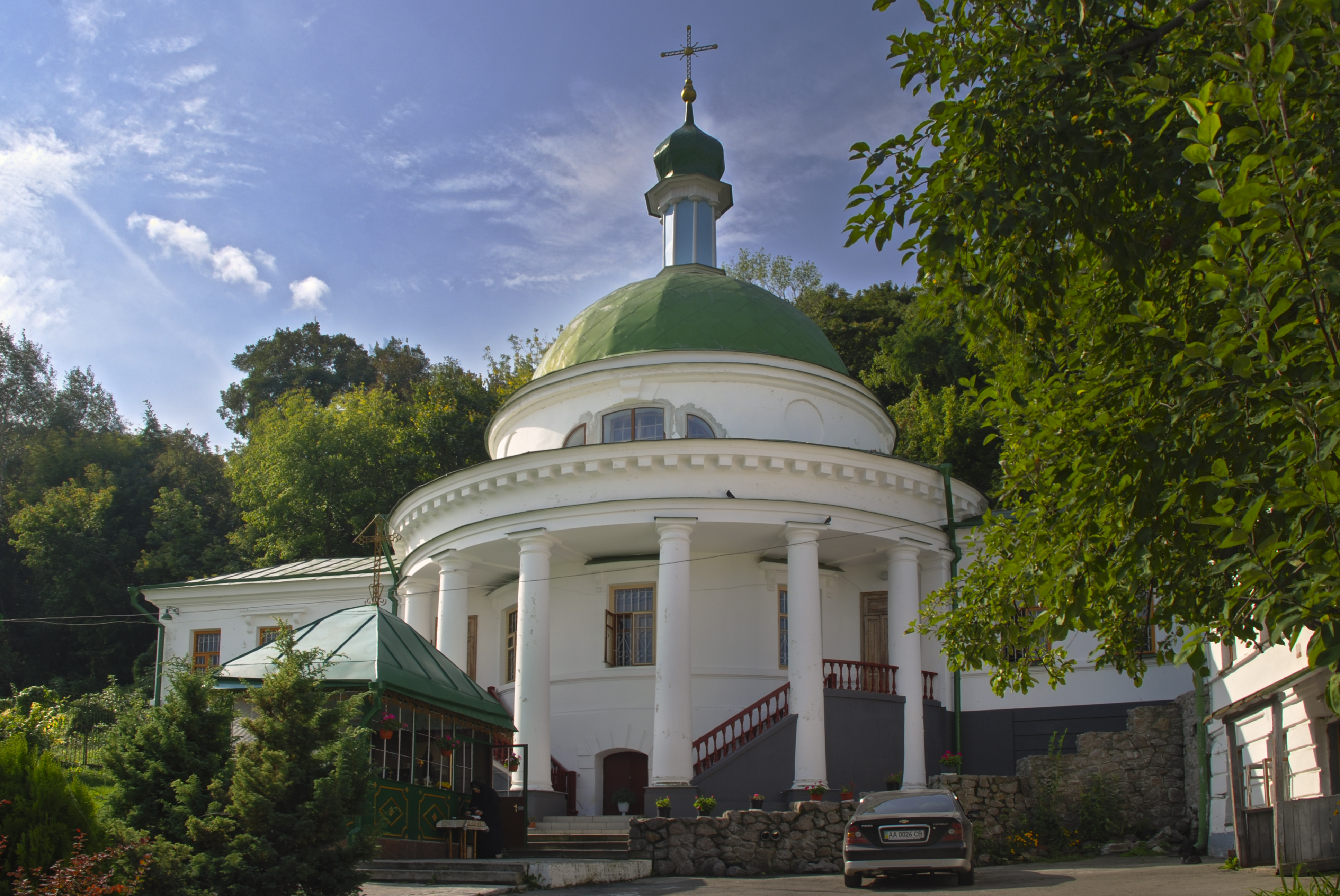
Воскресенська церква, 1824
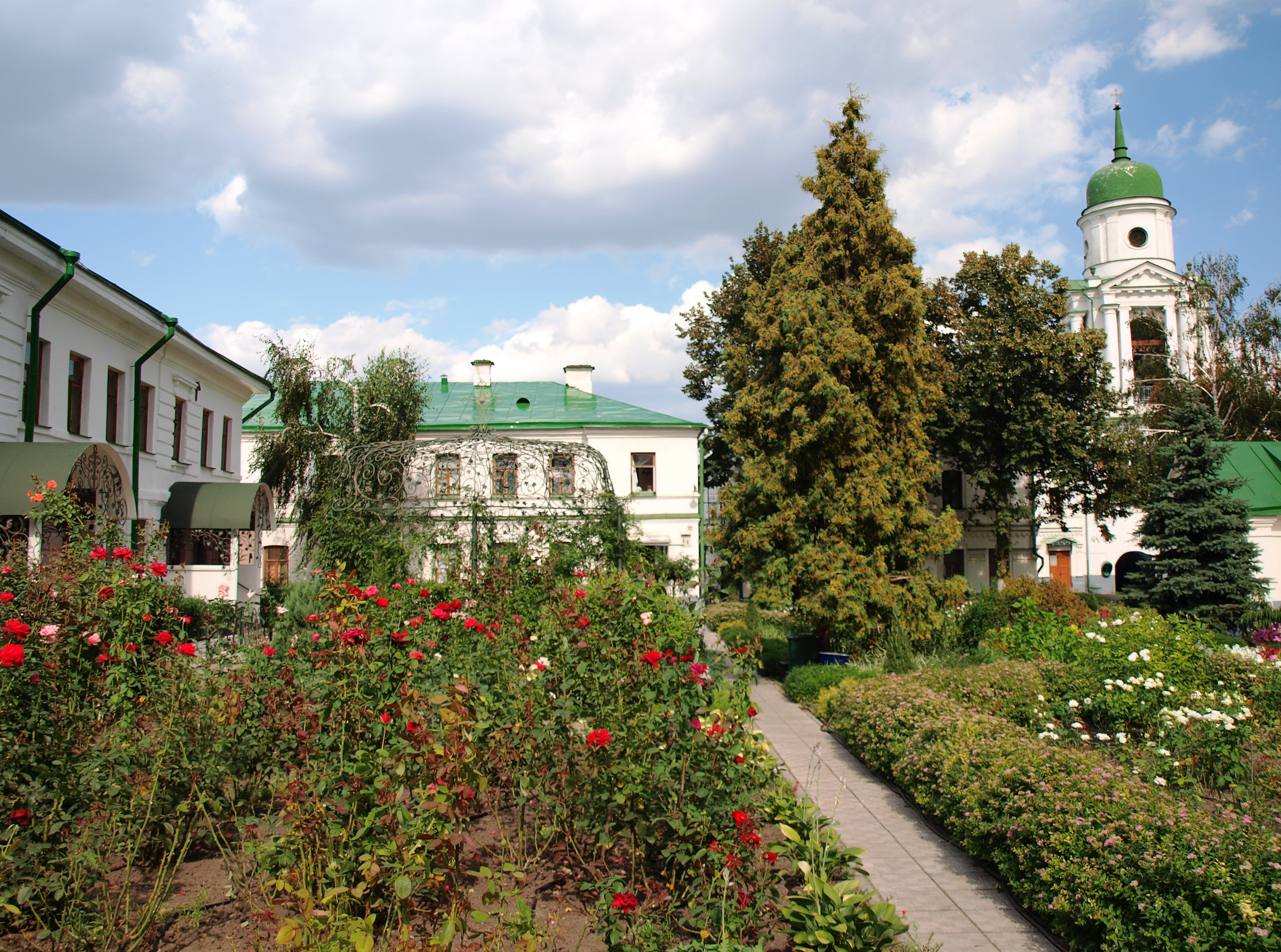
Територія монастиря
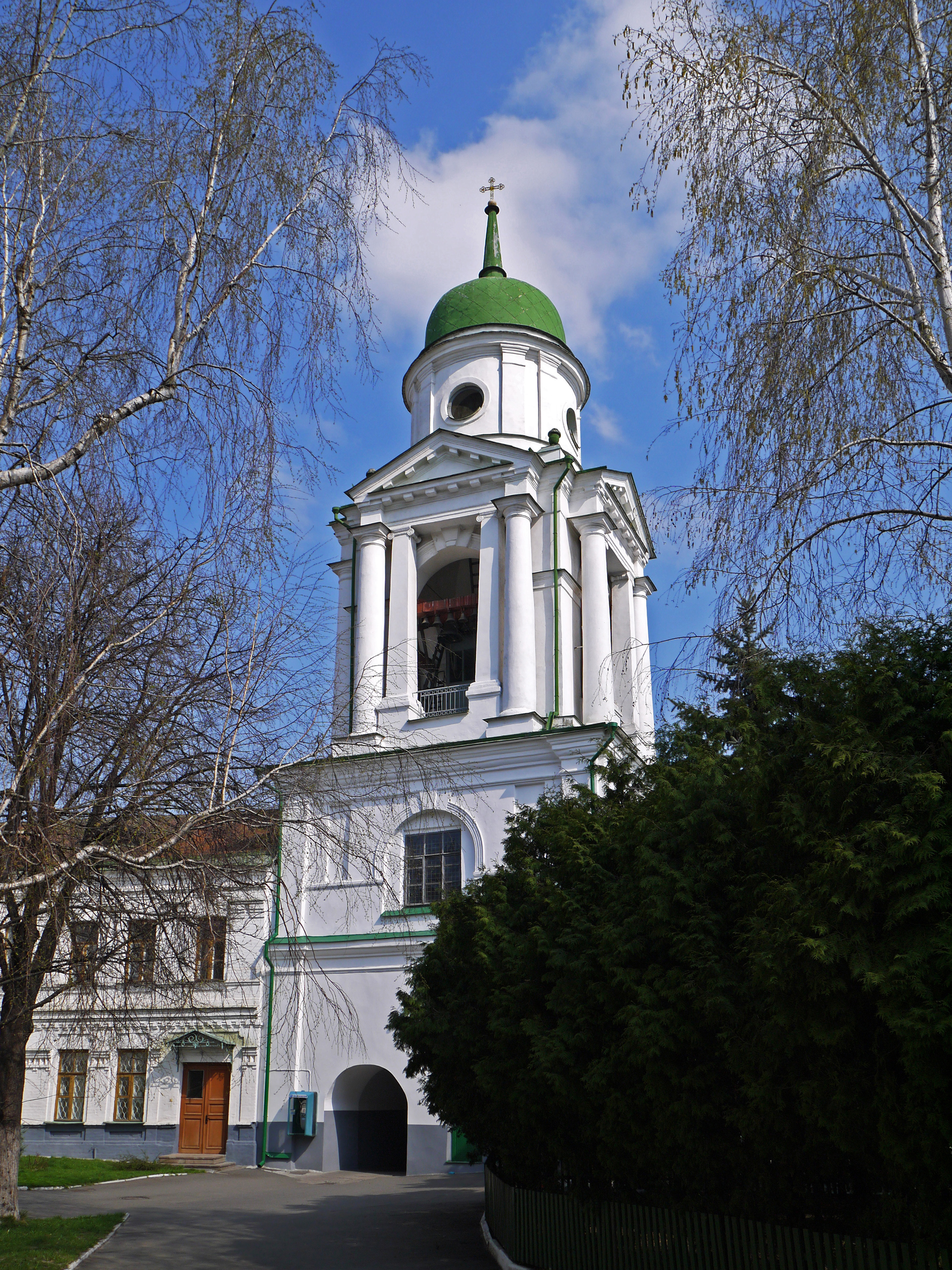
Дзвіниця, 1821
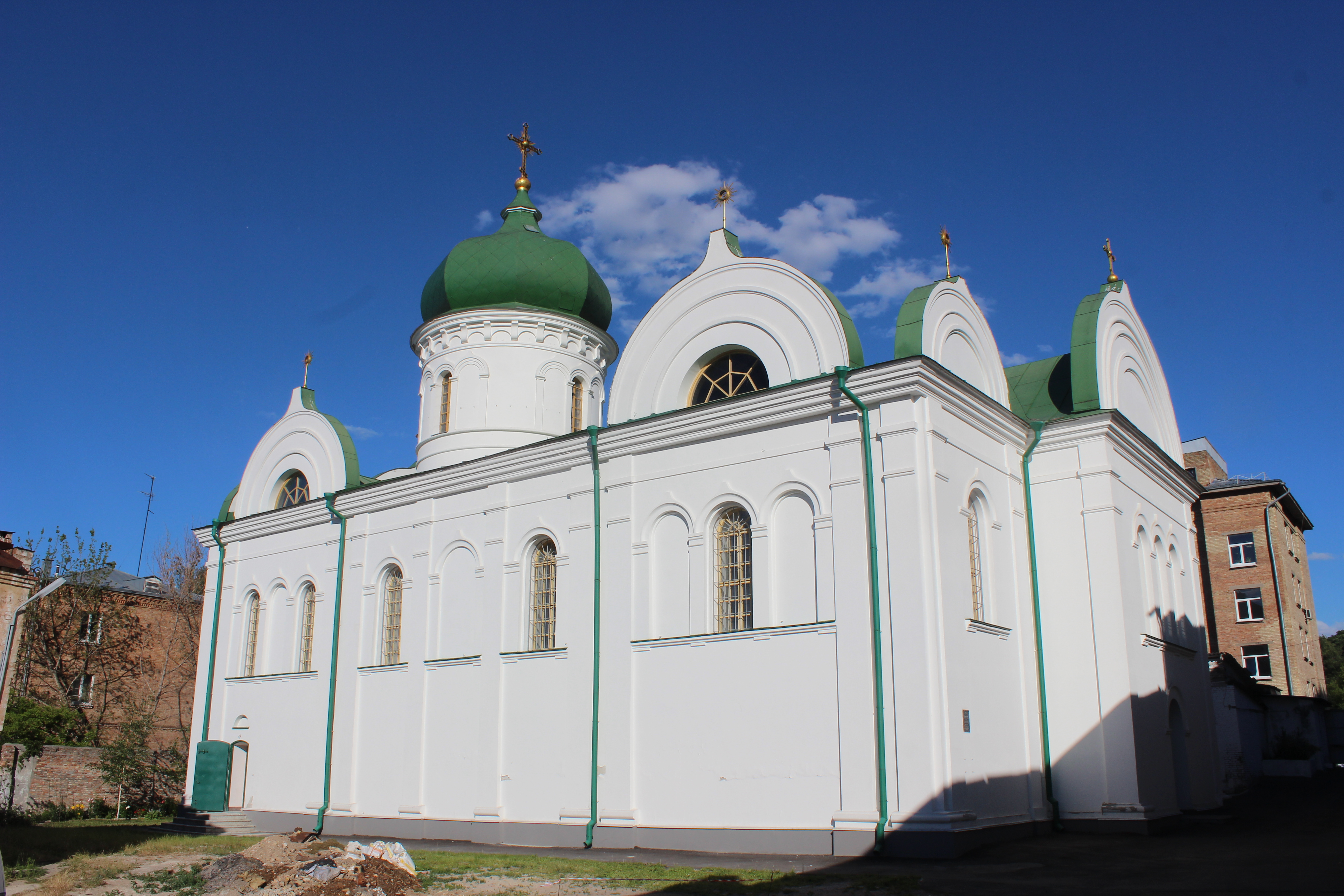
Церква Казанської Божої матері
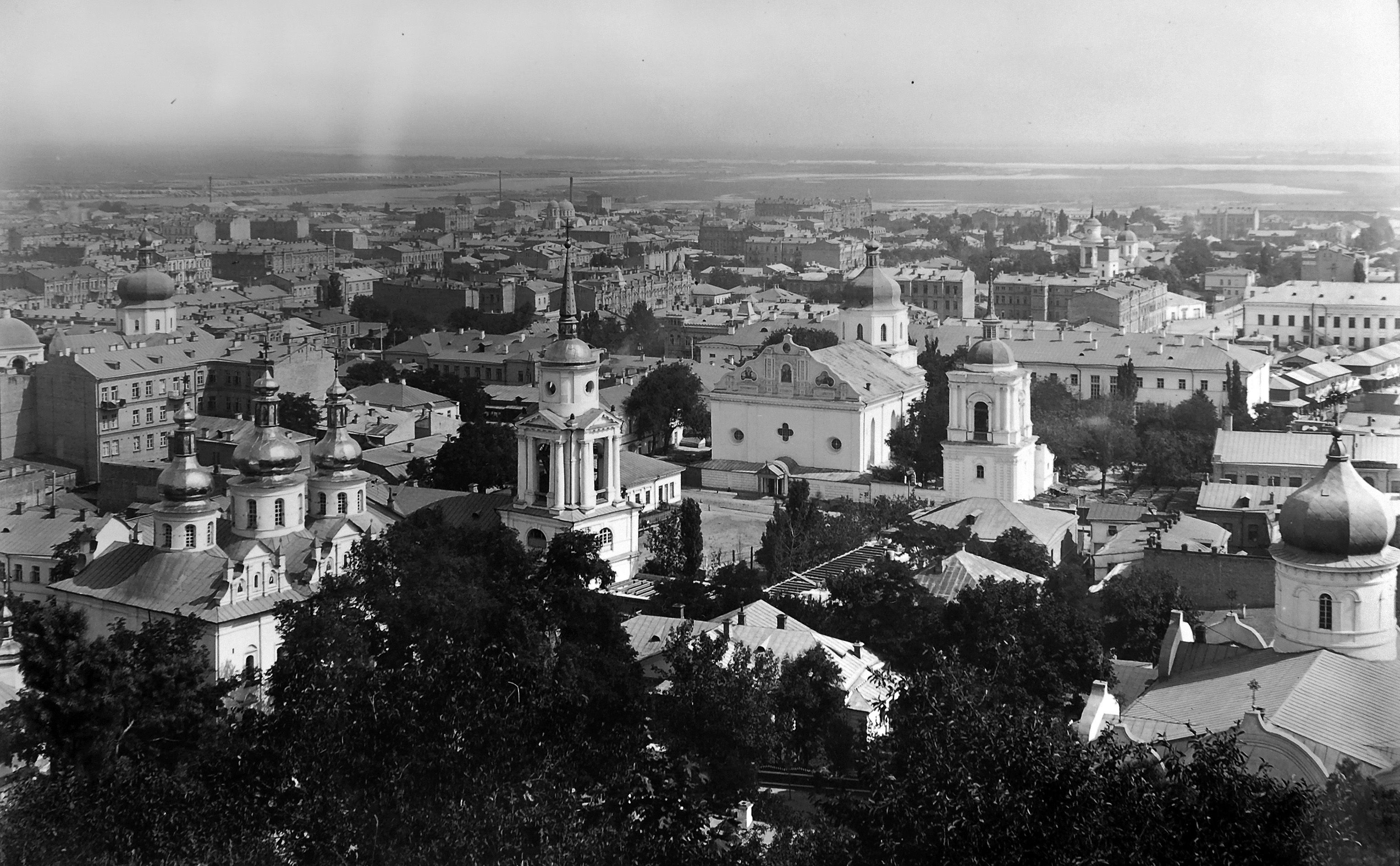
Вознесенський монастир наприкінці XIX ст.